# Ana Laura Magaloni
Ana Laura Magaloni Kerpel (Ciudad de México, 1968) es una abogada, investigadora y profesora mexicana.

## Trayectoria
Magaloni estudió derecho en el Instituto Tecnológico Autónomo de México (ITAM), y en el Centro de Investigación y Docencia Económicas (CIDE) y un doctorado en la misma materia en la Universidad Autónoma de Madrid. De 2000 a 2006 fue directora y fundadora de la División de Estudios Jurídicos del CIDE, en donde diversas reformas relacionadas con la enseñanza del derecho.
Es investigadora en el CIDE y pertenece al Sistema Nacional de Investigadores de su país, en donde tiene el nivel II. Integró la Comisión Técnica que hizo la transicíón de Procuraduría General de Justicia de la Ciudad de México a Fiscalía General de Justicia de la Ciudad de México.
En 2019 integró la terna de juristas que fue nominada a reemplazar a Eduardo Medina Mora como ministro a la Suprema Corte de Justicia de la Nación de su país junto a Ana Margarita Ríos Farjat y Diana Álvarez Maury.